# Cota oriental
Uma cota asiática é um tipo de cota racial que limita o número de descendentes de asiáticos em um estabelecimento, um caso especial de numerus clausus. Cotas judaicas foram negadas na época, mas sua existência raramente é contestada agora. Alguns, portanto, chamaram os asiático-americanos de "Os Novos Judeus" para as admissões nas universidades.
Os defensores da existência de cotas asiáticas acreditam que, por várias medidas, as admissões têm um viés contra os candidatos asiáticos, embora não necessariamente uma cota estrita: por exemplo, os candidatos asiáticos bem-sucedidos têm em média notas mais altas do que a média geral. O preconceito percebido contra candidatos de ascendência asiática foi denominado um "teto de bambu" ou "pena asiática". As supostas cotas asiáticas foram objeto de investigações e processos judiciais do governo, com algumas conclusões menores sobre sua existência, embora sem julgamentos importantes.

## Provas
A principal evidência a favor da existência de uma cota asiática nas admissões nas universidades dos Estados Unidos é estatística: durante as décadas de 1990 e 2000, quando a população em idade universitária de asiático-americano praticamente dobrou (e a população em idade universitária em geral aumentou muito menos), a porcentagem de ásio-americanos admitidos nas escolas da Ivy League não apenas diminuiu, mas convergiu para uma faixa estreita nas diferentes escolas e permaneceu relativamente constante de ano para ano. Em comparação, em escolas com políticas de justiça cega à raça, como no sistema da Universidade da Califórnia (notadamente em seus prestigiosos campi em Berkeley, UCLA, San Diego, Davis e Irvine) e no Instituto de Tecnologia da Califórnia, as admissões de asiático-americanos aumentaram em consonância com a população, e em competições acadêmicas, como as Olimpíadas Internacionais de Ciências, a representação asiática aumentou substancialmente nesse período. Em contraste, na cidade de Nova York, que tem a maior população urbana asiática do país, as prestigiadas escolas secundárias especializadas de Stuyvesant High School e Bronx Science têm corpos estudantis majoritariamente asiáticos, que aumentaram nas décadas de 1990 e 2000, mas na escola da Ivy League Columbia University, a população asiática de graduação caiu de 22,7% em 1993 para 15,6% em 2011.

## Negação
As universidades da Ivy League negam que haja uma cota asiática. Devido à sensibilidade das admissões em faculdades e preferências raciais em geral, e preocupações legais (investigações governamentais, decisões judiciais e ou futuro), as declarações oficiais são negações generalizadas e uma defesa da admissão holística, em vez do que respostas específicas às acusações. Alguns historiadores e ex-oficiais de admissões também negam que haja uma cota asiática ou um preconceito contra candidatos asiáticos, ou concluem isso.
De modo mais geral, o viés nas pontuações dos testes (o fato de os candidatos asiáticos bem-sucedidos terem pontuações mais altas do que os candidatos bem-sucedidos em geral) é atribuído aos candidatos sendo julgados por mais do que pontuações em testes.

## História

### Ações judiciais
A Universidade de Harvard foi processada em 2018 por supostamente rebaixar as pontuações das inscrições de ásio-americanos para reduzir o número de admissões. O Departamento de Justiça dos Estados Unidos declarou mais tarde que Harvard não demonstrou que não fazia discriminação durante as admissões com base na raça.